# سكوت كينغ (لاعب هوكي جليد)
سكوت كينغ هو لاعب هوكي جليد كندي، ولد في 25 يونيو 1967 في ثاندر باي في كندا.

## وصلات خارجية
- سكوت كينغ (لاعب هوكي جليد) على موقع دوري الهوكي الوطني (الإنجليزية)
- سكوت كينغ (لاعب هوكي جليد) على موقع EliteProspects.com (الإنجليزية)
- سكوت كينغ (لاعب هوكي جليد) على موقع HockeyDB.com (الإنجليزية)
- سكوت كينغ (لاعب هوكي جليد) على موقع Hockey-Reference.com (الإنجليزية)